# ماريو ضد دونكي كونغ: مينيز مارش أغين
ماريو ضد دونكي كونغ: مينيز مارش أغين (بالإنجليزية: !Mario vs. Donkey Kong: Minis March Again)‏ هي لعبة فيديو ألغاز لـ نينتندو دي أس آي. تم الإعلان عنها في معرض الترفيه الإلكتروني لعام 2009، وهي اللعبة الثالثة في سلسلة ماريو ضد دونكي كونغ. تم إصدارها عبر دي أس آي واير، في أمريكا الشمالية في 8 يونيو 2009، في منطقة بال في 21 أغسطس 2009، وفي اليابان في 7 أكتوبر 2009. إنها أول لعبة دي أس آي واير تتميز بمحرر مستوى في أي اللاعبين يمكنهم إنشاء مستويات مخصصة وإرسالها للاعبين على أجهزة أخرى عبر اتصال إنترنت لاسلكي. قرد كويل وباكو وأبي الجزء الثاني
صدرت تكملة بعنوان ماريو ضد دونكي كونغ: ميني-لاند مايهيم، صدرت عام 2010 على نينتندو دي أس. حفلة الصيف طوال الليل الجزء الثالث 

## أسلوب اللعب
تتميز اللعبة بطريقة اللعب لحل الألغاز، والتي أصبحت شائعة في اللعبتين السابقتين من السلسلة. تمامًا كما هو الحال في لعبة ليمينغز، يجب أن يقود ماريو ألعاب ميني ماريو الخاصة به إلى نهاية المستوى. كما هو الحال مع ماريو ضد دونكي كونغ 2: مارش أوف ذا مينيز، لا يتحكم اللاعبون في ماريو ولكن بدلاً من ذلك، يتحكم اللاعبون في نسخ مصغرة من ماريو والأميرة بيتش وتود ودونكي كونغ - يشار إليها باسم «مينيز» - من أجل إنقاذ بولين من خصم اللعبة، دونكي كونغ. في كل مستوى، يجب على اللاعبين نقل كل ما لديهم من المينيز إلى نهاية المستوى عند مخرج معين مع تجنب العقبات والأعداء (تتكون في الغالب من أعداء من الألعاب الأخرى في سلسلة ماريو).
أحد الاختلافات بين اللعبة السابقة -ماريو ضد دونكي كونغ 2: مارش أوف ذا مينيز- هو أن كل مكافآت نهاية المستوى مطلوبة الآن. في اللعبة السابقة، تم ربح نقاط إضافية بإحضار كل المينيز للخروج، وإيصالهم إلى المخرج مع عدم وجود فواصل زمنية طويلة بين أي اثنين منهم، وإيصالهم إلى المخرج دون إيقاف أي منهم. أيضًا، في هذه اللعبة، لا يمكن التحكم فيهم. يمكن استخدام العناصر والعقبات فقط للتحكم في اتجاهها. بالإضافة إلى ذلك، يجب أن تصل جميع المينيز إلى الباب في الوقت المناسب، وإلا فسيتم قفل الباب، وسيفشل اللاعب في المستوى.
كما هو الحال مع اللعبة الأولى، يتم استبدال الأرواح بـ M-Tokens. يبدأ اللاعب بخمسة رموز M يتم فقدها عندما يلمس أحد الأعداء، أو يسقط على مسامير، أو يسقط من ارتفاع كبير، أو إذا لم يصل المصغر التالي إلى الباب في الوقت المحدد. يمكن للاعب أيضًا أن يفقد حياته إذا قام بإعادة تشغيل المستوى أو الخروج منه قبل إكماله في المرة الأولى، كما هو الحال مع اللعبة الأولى. تنتهي اللعبة عندما تفقد كل الأرواح. في كل مستوى، توجد بطاقة ميني ماريو يجب جمع كل واحدة منها (ثمانية متناثرة في المستويات وواحدة في معركة دونكي كونغ) لتهجئة "M-I-N-I-M-A-R-I-O". عندما يتم جمعها جميعًا، سيفتح اللاعب المستوى الخاص.
في نهاية كل طابق، يجب على اللاعب محاربة دونكي كونغ للذهاب إلى الطابق التالي. يبدأ اللاعب دائمًا المعركة بـ 6 ميني ماريوز ويبدأ دونكي كونغ أيضًا بـ 6 نقاط حيوية أيضًا، تمامًا كما فعل في اللعبة السابقة. يجب على اللاعب إطلاق النار على ميني ماريو بمدفع لضرب دونكي كونغ، باستثناء الطابق الرابع، إذا حاول ميني ماريو ضرب دونكي كونغ، فإنه ينكسر. اللاعب لديه أيضا ثلاث دقائق لهزيمة دونكي كونغ. في بعض الأحيان، يرسل دونكي كونغ ساعات زرقاء أسفل، وعند جمعها، فإنها تضيف 30 ثانية إلى الوقت المتبقي. بدءًا من الطابق الرابع، ستكون هناك ساعات على البخار تزيل 30 ثانية من المؤقت إذا تم جمعها. إذا نفد الوقت أو خسر اللاعب جميع الميني ماريوز الستة، فسيخسر اللاعب حياته ويعيد محاولة المستوى. هناك أيضًا بطاقة "O" في مراحل دونكي كونغ.
تتميز اللعبة بمحرر مستوى يسمى منطقة البناء حيث يمكن للاعبين تحديد أنواع ومواقع القوى والأعداء والفخاخ في مستويات مخصصة. ستتم إضافة المزيد من العناصر، وسيتم إلغاء قفل المزيد من الشخصيات كلما تقدمت في اللعبة الرئيسية. يمكن للاعبين بعد ذلك تشغيلها محليًا أو مشاركتها مع الأصدقاء على أجهزة نينتندو دي أس آي الأخرى عبر اتصال إنترنت لاسلكي. تم إجراء تغييرات على محرر المستوى مثل زيادة عدد المستويات التي يمكن للمرء إنشاؤها من 8 مراحل فقط في مارش أوف ذا مينيز إلى 140 مرحلة في مينيز مارش أغين. أيضًا، على عكس سابقتها، تستخدم المستويات التي تم إنشاؤها وتنزيلها نفس العداد؛ يمكن أن يكون هناك 140 مستوى فقط بين النوعين.

## القصة
ماريو وبولين يبيعان ألعاب ميني ماريو. هناك طابور طويل. في نهاية الطابور يوجد دونكي كونغ. بينما يتحرك الخط، يصل دونكي كونغ أخيرًا في المقدمة. بعد ذلك فقط، نفدت ألعاب ميني ماريو. في حالة من الغضب، يخطف دونكي كونغ بولين من ماريو. أثناء قيام ماريو برحلات ودموع فستان بولين بحثًا عنهم، يرى ألعاب ميني ماريو واقفة أمامه. وهكذا، حصل ماريو على فكرة استخدامها للقبض على دونكي كونغ. بعد الاعتمادات، تظهر نهاية سرية. عندما يهزم ماريو دونكي كونغ، يجد بولين بالقرب من النافذة، ويطفئ دونكي كونغ الأضواء، ويمسك بولين مرة أخرى، ويقفز معها من النافذة. الآن يجب على ماريو لعب الطوابق الإضافية لاستعادة بولين. بعد أن لعب ماريو جميع ألعاب الطوابق الإضافية واستعاد بولين، اكتشف أن دونكي كونغ كان يساعد ماريو بالفعل من خلال اختبار المينيز.

## التطوير
تم الإعلان عن اللعبة في معرض الترفيه الإلكتروني لعام 2009.

## التقييم
| التقييم |        |
| --- | ------ |
| مجموع النقاط المجموع نقاط ميتاكريتيك 82/100 [ 7 ] نتائج المراجعة نشرة نقاط 1أب.كوم B+ [ 8 ] إدج 7/10 [ 9 ] آي جي إن 8.6/10 [ 10 ] نينتندو لايف [ 11 ] نينتندو ورلد ريبورت 9/10 [ 12 ] مجلة نينتندو الرسمية 88% [ 13 ] |        |
| مجموع النقاط |        |
| المجموع | نقاط   |
| ميتاكريتيك | 82/100 |
| نتائج المراجعة |        |
| نشرة | نقاط   |
| 1أب.كوم | B+     |
| إدج | 7/10   |
| آي جي إن | 8.6/10 |
| نينتندو لايف | [ 11 ] |
| نينتندو ورلد ريبورت | 9/10   |
| مجلة نينتندو الرسمية | 88%    |

تلقت اللعبة تقييمات «إيجابية» وفقًا لمجمع مراجعة ألعاب الفيديو ميتاكريتيك. صنفتها آي جي إن فة ي قائم أفضل 15 لعبة دي أس آي واير، وأشادت بها لمساعدتهم على أن يصبحوا أقل خيبة أمل من الخدمة بعد أن أثبتت العديد من ألقابها أنها إعادة صياغة لألعاب نينتندو دي أس للبيع بالتجزئة. كما أشادوا به لكونه أكثر قابلية للتخصيص بشكل ملحوظ من سابقه.

## الملاحظات
1. ↑  باليابانية: マリオVSドンキーコング ミニミニ再行進!